# Souessa
Souessa Crosby & Bishop, 1936 è un genere di ragni appartenente alla famiglia Linyphiidae.

## Distribuzione
L'unica specie oggi attribuita a questo genere è stata rinvenuta in USA.

## Tassonomia
A giugno 2012, si compone di una specie:
- Souessa spinifera (O. P.-Cambridge, 1874)[3]— USA

### Specie trasferite
- Souessa nasuta Barrows, 1943; trasferita al genere Goneatara Bishop & Crosby, 1935[1].